# 熊本県立ゆうあい中学校
熊本県立ゆうあい中学校（くまもとけんりつ ゆうあいちゅうがっこう）は、熊本県熊本市中央区出水四丁目にある公立（県立）の中学校。
2024年（令和6年）4月に熊本県内では初の夜間中学校として開校した。

## 概要
歴史
2024年（令和6年）開校。
校章
熊本県花であるリンドウと夜間中学を象徴する三日月を組み合わせたものを背景にして、中央に「中」の文字を配している。
校歌
作詞・作曲ともに樋口了一による。歌詞は3番まであり、各番の歌詞中に校名の「ゆうあい中学校」が登場する。
校舎玄関の校名看板
武田双雲（書道家）によって書かれている。

## 沿革
- 2023年（令和5年）8月1日 - 熊本県条例第23号「熊本県立学校条例の一部を改正する条例」の施行により設立[1]
- 2024年（令和6年）
  - 4月1日 - 「熊本県立ゆうあい中学校」（現校名）が開校。
  - 4月11日 - 開校式および入学式を挙行。

## 通学区域
- 熊本県全域[2]

## 交通アクセス
最寄りの鉄道駅
- JR九州 豊肥本線 「新水前寺駅」
- 熊本市交通局（路面電車）熊本市電健軍線「市立体育館前停留場」

最寄りのバス停留所
- 熊本バス・熊本都市バス「湧心館高校前」停留所

最寄りの幹線道路
- 熊本県道103号熊本空港線

## 周辺
- 熊本県立湧心館高等学校
- 熊本市立出水中学校
- 熊本市立出水南小学校
- 熊本県立熊本支援学校
- 熊本県立図書館
- ナースパワーアリーナ（熊本市総合体育館・青年会館）
- 上江津湖